# Адам Мицкјевич
Адам Бернард Мицкјевич или Адам Мицкијевич (пољ. Adam Bernard Mickiewicz; Заосје, 24. децембар 1798 — Константинопољ, 26. новембар 1855) био је пољски књижевник. Он је изразита фигура пољске књижевне романтике и борац за слободу Пољске. Он се сматра националним песником у Пољској, Литванији и Белорусији. Као једна од главних фигура пољског романтизма, он се сматра једним од три пољска великана (Trzej Wieszcze).
Адам Мицкјевич је, према мишљењу многих, не само највећи пољски песник, један од великих словенских и европских романтичарских песника и интелектуалаца, већ и највећи духовни ауторитет, чије је свеукупно деловање било одлучујуће за формирање пољске колективне националне свести. Ову националну почаст он дели са пољским бардовима Жигмунтом Красинским и Јулијусом Словацким.

## Биографија
За разлику од многих романтичарских песника, његов живот је био релативно лаган и без потреса. Живео је у емиграцији у Русији, Италији, Француској и Швајцарској. У Немачкој је упознао Гетеа. Оженио се 1834. Селином Шимановском, која је касније ментално оболела, што је утицало да Мицкјевич покуша самоубиство. Од 1840. предавао је словенске језике и књижевност на Француском колежу у Паризу. У својим предавањима о словенској књижевности у Паризу, Мицкјевич је користио и примере српске народне књижевности и трагедију „Обилић“ Симе Милутиновића Сарајлије. Ово место је напустио 1844. понесен идејама религиозног мистицизма. Тада је запао у породичну, психолошку и здравствену кризу. Забележено је да га је у зиму 1848−1849. посетио Фредерик Шопен, и сам веома болестан, и свирао му музику да би га умирио.
Једно време пребивао је у руској Одеси, где је био премештен по налогу руских органа, који су након поделе Пољске 1795. Пољаке селили по Руској Империји. У Одеси био је у романси са Пољакињом Каролином Собанском. Касније се показало да је Собанска била руски шпијун, која је у Одеси тражила пољске револуционаре. Мицкјевичева супруга Селина је умрла 1855. Када је избио Кримски рат, оставио је своју малолетну децу у Паризу и отишао у Константинопољ да организује пољске и јеврејске јединице у борби против Русије. Док је на азијској страни Босфора Флоренс Најтингејл спашавала рањенике кримског рата од колере, на западној страни Бофора колером се заразио и Мицкјевич. Умро је 26. новембра 1855. као жртва епидемије колере. Његове посмртне остатке са парним бродом прењели су у Париз да би 1890. прењели у Пољску и сахранили у Кракову у познатој катедрали Вавел, поред осталих великана пољске историје.
Његово литерарно дело створено је за само 15 година. Инспирација му је увек била пољска традиција и католицизам. Баладе и романсе из 1822. су обојене фолклором, циклус драма Задушнице бави se литванском историјом, док је Конрад Валенрод историјско и патриотско поетско дело, где приказује борбу Пољака против германског тевтонског реда.
Данас по Мицкјевичу носи име Универзитет у Познању и институт за пољску културу, који служи за њену међународну промоцију.

### Ране године
Адам Мицкјевич је рођен 24. децембра 1798, на имању свог ујака у Заошу (данас Завос) у близини Навагруда (на пољском, Nowogródek) или у самом Навагруду[a] у тадашњем делу Руског царства, а сада Белорусији. Тај регион је био на периферији уже Литваније и био је део Великог војводства Литваније све до Треће поделе Пољско-литванске заједнице (1795). Виша класа, укључујући Мицкјевичеву породицу, била је или пољска или полонизована. Песников отац, Миколај Мицкјевич, адвокат, био је припадник пољског племства (szlachta) и носио је наследни грб Порај; Адамова мајка је била Барбара Мицкјевич, рођена Мајевска. Адам је био другорођени син у породици.
Мицкјевич је провео детињство у Навахруду. У почетку су га подучавали његова мајка и приватни учитељи. Од 1807. до 1815. похађао је доминиканску школу по наставном плану и програму који је осмислила сада нефункционална пољска Комисија за национално образовање, која је била прво светско министарство образовања. Он је био осредњи студент, иако активан у игрима, позоришту и слично.
Септембра 1815, Мицкјевич се уписао на Царски универзитет у Виљнусу, где је студирао за учитеља. Након дипломирања, према условима његове владине стипендије, предавао је у средњој школи у Каунасу од 1819. до 1823. године.
Године 1818, објавио је своју прву песму „Zima miejska“ („Градска зима“) у часопису Tygodnik Wileński (Вињнус недељно) на пољском језику. У наредних неколико година његов стил ће сазревати од сентиментализма/неокласицизма до романтизма, прво у његовим песничким антологијама објављеним у Виљнусу 1822. и 1823. године; ове антологије укључивале су песму „Гражина“ и прве објављене делове (II и IV) његовог главног дела Dziady (Вече предака). До 1820. већ је завршио другу велику романтичну песму, „Oda do młodości“ („Ода младости“), али се сматрало да је превише патриотска и револуционарна за објављивање, те се није званично појављивала дуги низ година.
Отприлике у лето 1820, Мицкијевич је упознао љубав свог живота, Марилу Верешчаковну. Нису могли да се венчају због сиромаштва његове породице и релативно ниског друштвеног статуса; поред тога, већ је била верена за грофа Ваврињека Путкамера, за кога ће се удати 1821. године.

## Етничка припадност
Адам Мицкјевич је познат као пољски песник, пољско-литвански, литвански, или белоруски. Кембриџшка историја Русије описује га као Пољака, али његово етничко порекло види као „литванско-белоруско (а можда и јеврејско)“.
Неки извори тврде да је Мицкјевичева мајка била пореклом из преобраћене франкистичке јеврејске породице. Други сматрају да је ово мало вероватно. Пољски историчар Казимиерз Вика је у свом биографском запису у Пољски биографски речник (1975) написао да је ова хипотеза, заснована на чињеници да је девојачко презиме његове мајке, Мајевска, било популарно међу франкистичким Јеврејима, али није доказана. Вика наводи да је песникова мајка била ћерка племићке (шлахтске) породице грба Старикоња, која је живела на имању у Чомброву у Новоградском војводству. Према белоруском историчару Рибчонеку, Мицкјевичева мајка је имала татарске (литовски Татари) корене.
Виргил Крапаускас је приметио да „Литванци воле да доказују да је Адам Мицкјевич био Литванац“ док је Томас Венцлова описао овај став као „причу о Мицкјевичевом присвајању од стране литванске културе“. На пример, литвански проучавалац књижевности Јуозапас Гирџијаускас пише да је Мицкјевичева породица потицала из старе литванске племићке породице (Римвидас) са пореклом пре христијанизације Литваније, али је литванско племство у Мицкјевичево време било у великој мери полонизовано и говорило је пољски. Мицкјевич је одгајан у култури Пољско-литванске заједнице, мултикултурне државе која је обухватала већину онога што су данас одвојене земље Пољске, Литваније, Белорусије и Украјине. За Мицкијевича, цепање те мултикултуралне државе на засебне целине – због трендова као што је литвански национални препород – било је непожељно, ако не и потпуно незамисливо. Према Романучи-Росу, док је Мицкјевич себе називао Литвином („Литванцем“), у његово време идеја о посебном „литванском идентитету“, осим „пољског“, није постојала. Овај мултикултурални аспект је очигледан у његовим делима: његово најпознатије песничко дело, Пан Тадеуш, почиње инвокацијом на пољском језику „О Литванијо, домовино моја, ти си као здравље...“ ("Litwo! Ojczyzno moja! ty jesteś jak zdrowie ..."). Опште је прихваћено, међутим, да је Мицкјевич, када је мислио на Литванију, мислио на историјску регију, а не на језичку и културну целину, те је често примењивао термин „Литванац“ на словенске становнике Велике Кнежевине Литваније.

## Дела
- „Баладе и романсе“ - Ballady i Romanse (1822)
- Поема „Гразина“ - Grażyna (1823)
- Циклус драма „Задушнице“ - Dziady (2. и 4. део 1823)
- „Кримски сонети“ - Sonety krymskie (1826)
- „Конрад Валенрод“ - Konrad Wallenrod (1828)
- „Књиге о пољском народу и његовом ходочашћу“ - Księgi narodu polskiego i pielgrzymstwa polskiego (1832)
- Циклус драма „Задушнице“ - Dziady (3. део 1833)
- Епопеја „Пан Тадеуш“ - Pan Tadeusz czyli Ostatni zajazd na Litwie (1834)
- Драма „Конфедерација из Бара“ Konfederaci barscy/фр. Les confédérés de Bar (1836)
- Циклус драма „Задушнице“ - Dziady (1. део, постхумно 1861)
- Лозанска лирика - Liryki lozańskie (настала 1839-1840, објављена постхумно)

### Дела о Мицкјевичу у Србији
- Милан Марковић: „Адам Мицкијевич и наша народна поезија“ (1934)